# Apanteles samoanus
Apanteles samoanus är en stekelart som beskrevs av David Timmins Fullaway 1940. 
Apanteles samoanus ingår i släktet Apanteles och familjen bracksteklar. Inga underarter finns listade i Catalogue of Life.